# Ryan Murray
Ryan Murray (* 27. září 1993, White City) je kanadský hokejový obránce momentálně hrající v severoamerické National Hockey League (NHL) za tým Edmonton Oilers. V sezoně 2021/2022 získal Stanley Cup s Colorado Avalanche.

## Hráčská kariéra
Murrayho si v roce 2008 vybral na draftu Western Hockey League (WHL) tým Everett Silvertips. Později byl v tomto týmu jmenován kapitánem v osmnácti letech. Dne 22. června 2012 byl vybrán jako druhý celkově týmem Columbus Blue Jackets na Vstupním draftu NHL 2012.
Dne 16. listopadu 2012 si poranil rameno při utkání svého týmu Silvertips, a i proto musel později podstoupit operaci, po které vynechal zbytek sezóny ve WHL (také nemohl být k dispozici pro případné povolání do National Hockey League).
Svůj první zápas v NHL odehrál 4. října 2013 proti Calgary Flames. Dne 25. října 2013 vstřelil první branku v této soutěži, když v zápase proti Torontu Maple Leafs překonal Jonathana Berniera. Během sezóny 2014/15 odehrál jen 12 zápasů kvůli zranění, včetně podvrtnutého kotníku, když na něj během zápasu spadl spoluhráč Ryan Johansen.

## Reprezentační kariéra
V roce 2012 se zúčastnil juniorského šampionátu v kanadských městech Calgary a Edmontonu, kde s mužstvem získal bronzovou medaili.
Murray se stal prvním hráčem po mnoha letech, který jako čerstvě draftovaný hráč do NHL reprezentoval tým Kanady na mistrovství světa (v roce 2012 ve Švédsku a Finsku). Murray byl druhým nejmladším hráčem, který kdy hrál na MS za Kanadu (nejmladším byl Paul Kariya v roce 1993).
V roce 2016 na šampionátu v Rusku vybojoval s Kanadou zlaté medaile, když s mužstvem porazil ve finálovém utkání Finsko poměrem 2:0. Celkem si v desíti zápasech připsal 5 asistencí.
Dne 2. března 2016 jej kanadský trenér Todd McLellan zařadil na svou soupisku Výběru severoamerických hráčů do 23 let pro Světový pohár v ledním hokeji 2016 v Torontu. S týmem obsadil konečné 5. místo, když nedokázali postoupit ze skupiny. Na turnaji nezaznamenal ve třech odehraných utkáních jediný bod.

## Klubové statistiky
| Sezona     | Klub                  | Soutěž     | Základní část | Základní část | Základní část | Základní část | Základní část | Play off | Play off | Play off | Play off | Play off |
| Sezona     | Klub                  | Soutěž     | Z             | G             | A             | B             | TM            | Z        | G        | A        | B        | TM       |
| ---------- | --------------------- | ---------- | ------------- | ------------- | ------------- | ------------- | ------------- | -------- | -------- | -------- | -------- | -------- |
| 2008/09    | Everett Silvertips    | WHL        | —             | —             | —             | —             | —             | 5        | 0        | 1        | 1        | 2        |
| 2009/10    | Everett Silvertips    | WHL        | 52            | 5             | 22            | 27            | 31            | 7        | 2        | 5        | 7        | 2        |
| 2010/11    | Everett Silvertips    | WHL        | 70            | 6             | 40            | 46            | 45            | 4        | 1        | 2        | 3        | 4        |
| 2011/12    | Everett Silvertips    | WHL        | 46            | 9             | 22            | 31            | 31            | 4        | 3        | 2        | 5        | 0        |
| 2012/13    | Everett Silvertips    | WHL        | 23            | 2             | 15            | 17            | 14            | —        | —        | —        | —        | —        |
| 2013/14    | Columbus Blue Jackets | NHL        | 66            | 4             | 17            | 21            | 10            | 5        | 0        | 1        | 1        | 0        |
| 2014/15    | Columbus Blue Jackets | NHL        | 12            | 1             | 2             | 3             | 8             | —        | —        | —        | —        | —        |
| 2015/16    | Columbus Blue Jackets | NHL        | 82            | 4             | 21            | 25            | 40            | —        | —        | —        | —        | —        |
| 2016/17    | Columbus Blue Jackets | NHL        | 60            | 2             | 9             | 11            | 24            | —        | —        | —        | —        | —        |
| 2017/18    | Columbus Blue Jackets | NHL        | 44            | 1             | 11            | 12            | 8             | 6        | 0        | 1        | 1        | 2        |
| 2017/18    | Cleveland Monsters    | AHL        | 1             | 1             | 0             | 1             | 0             | —        | —        | —        | —        | —        |
| 2018/19    | Columbus Blue Jackets | NHL        | 56            | 1             | 28            | 29            | 10            | —        | —        | —        | —        | —        |
| 2019/20    | Columbus Blue Jackets | NHL        | 27            | 2             | 7             | 9             | 4             | 9        | 1        | 0        | 1        | 2        |
| 2020/21    | New Jersey Devils     | NHL        | 48            | 0             | 14            | 14            | 8             | —        | —        | —        | —        | —        |
| 2021/22    | Colorado Avalanche    | NHL        | 37            | 0             | 4             | 4             | 2             | —        | —        | —        | —        | —        |
| 2022/23    | Edmonton Oilers       | NHL        |               |               |               |               |               |          |          |          |          |          |
| NHL celkem | NHL celkem            | NHL celkem | 432           | 15            | 113           | 128           | 114           | 20       | 1        | 2        | 3        | 4        |

### Reprezentační statistiky
| 2010            | Kanada Západ          | SP do 17 let       | 5  | 0 | 1  | 1  | 6  | 8. místo         |
| 2010            | Kanada 18             | MS18               | 6  | 0 | 0  | 0  | 2  | 7. místo         |
| 2010            | Kanada 18             | Hlinka Gretzky Cup | 5  | 0 | 2  | 2  | 2  | Zlatá medaile    |
| 2011            | Kanada 18             | MS18               | 7  | 3 | 7  | 10 | 6  | 4. místo         |
| 2012            | Kanada 20             | MSJ                | 6  | 0 | 3  | 3  | 0  | Bronzová medaile |
| 2012            | Kanada                | MS                 | 6  | 0 | 0  | 0  | 0  | 5. místo         |
| 2016            | Kanada                | MS                 | 10 | 0 | 5  | 5  | 0  | Zlatá medaile    |
| 2016            | Výběr Severní Ameriky | SP                 | 3  | 0 | 0  | 0  | 0  | 5. místo         |
| 2018            | Kanada                | MS                 | 10 | 0 | 1  | 1  | 4  | 4. místo         |
| Junioři celkově | Junioři celkově       | Junioři celkově    | 29 | 3 | 13 | 16 | 16 |                  |
| Senioři celkově | Senioři celkově       | Senioři celkově    | 19 | 0 | 5  | 5  | 0  |                  |